# 元町駅 (北海道)
元町駅（もとまちえき）は、北海道札幌市東区北24条東16丁目（参考：元町 (札幌市)）にある、札幌市営地下鉄東豊線の駅である。駅番号はH03。

## 歴史
- 1988年（昭和63年）12月2日：栄町駅 - 豊水すすきの駅間開業に伴い、設置[1][2]
  - 着工前の仮称は「北光東駅」だった[3]。
- 2017年（平成29年）3月9日：可動式ホーム柵が稼働開始

## 駅構造
1面2線の島式ホームである。栄町方にY字形の留置線、福住方に片渡り式転轍機があり、東豊線が北へ延伸した際に都心部のみ運転する区間列車の折り返しに使用することを想定したものとなっている。また、人身事故などのトラブルがあった場合、列車はここで折り返し運転を行う。
出入口は5ヶ所あり、そのうち4番出入口はエレベーターのみで階段が無い。

### のりば
| ホーム | 路線   | 行先                     |
| ------ | ------ | ------------------------ |
| 1      | 東豊線 | さっぽろ・大通・福住方面 |
| 2      | 東豊線 | 栄町方面                 |

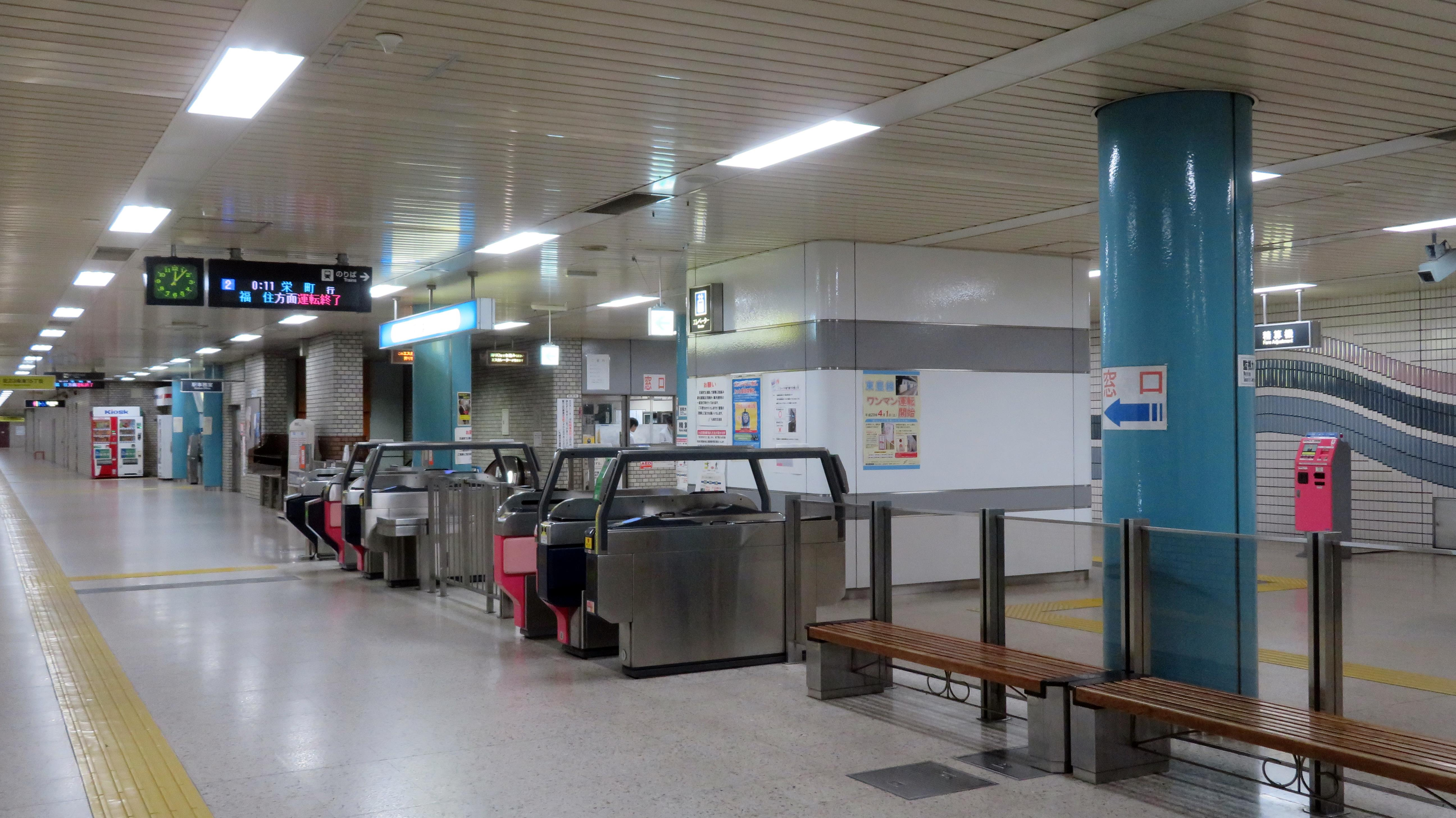
改札口
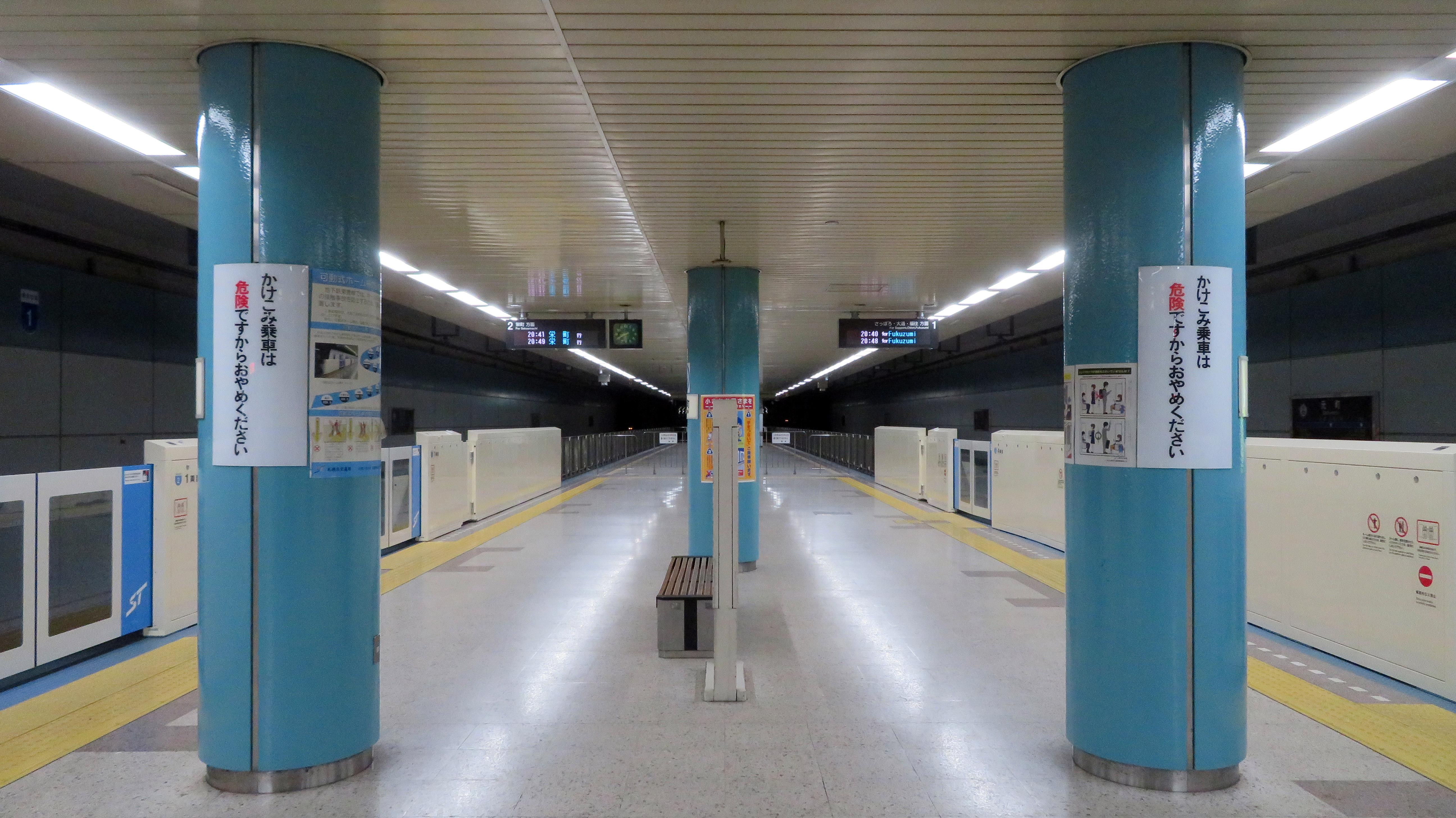
ホーム
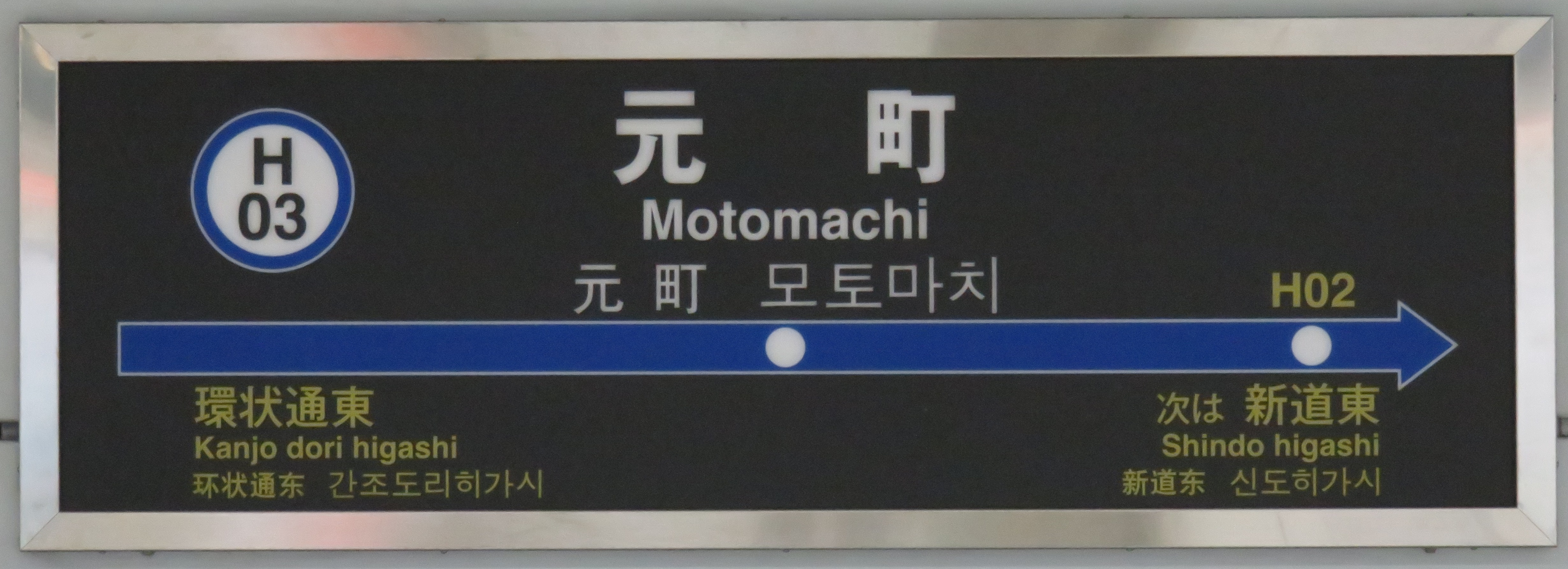
駅名標

## 利用状況
札幌市交通局によると、2022年度の1日平均乗車人員は8,716人であった。
近年の1日平均乗車人員の推移は以下のとおりである。
| 年度               | 1日平均 乗車人員 | 出典  |
| ------------------ | ---------------- | ----- |
| 2003年（平成15年） | 7,536            | [ 5 ] |
| 2004年（平成16年） | 7,681            | [ 5 ] |
| 2005年（平成17年） | 7,761            | [ 5 ] |
| 2006年（平成18年） | 7,857            | [ 5 ] |
| 2007年（平成19年） | 7,810            | [ 5 ] |
| 2008年（平成20年） | 7,850            | [ 5 ] |
| 2009年（平成21年） | 7,804            | [ 5 ] |
| 2010年（平成22年） | 8,044            | [ 5 ] |
| 2011年（平成23年） | 8,316            | [ 6 ] |
| 2012年（平成24年） | 8,657            | [ 6 ] |
| 2013年（平成25年） | 8,994            | [ 6 ] |
| 2014年（平成26年） | 9,252            | [ 6 ] |
| 2015年（平成27年） | 9,495            | [ 6 ] |
| 2016年（平成28年） | 9,727            | [ 7 ] |
| 2017年（平成29年） | 9,590            | [ 7 ] |
| 2018年（平成30年） | 9,435            | [ 8 ] |
| 2019年（令和元年） | 9,362            | [ 8 ] |
| 2020年（令和02年） | 7,363            | [ 9 ] |
| 2021年（令和03年） | 7,781            | [ 9 ] |
| 2022年（令和04年） | 8,716            | [ 9 ] |

## 駅周辺
周辺は住宅地と商業地になっている。
- 東警察署元町交番[4]
- 東消防署
- 札幌東郵便局（ゆうちょ銀行札幌東店併設）[4]
- 札幌北二十条東郵便局
- 北海道信用金庫元町支店
- 室蘭信用金庫札幌東支店
- 留萌信用金庫札幌支店札幌市立
- 北洋銀行元町支店[4]
- 北陸銀行ほくぎんローンプラザ元町
- 札幌市立 元町小学校[4]
- 札幌市立明園中学校[4]
- 札幌市立札幌開成中等教育学校[4]
- 北海道立札幌高等技術専門学校[4]
- 元町図書館[4]
- 札幌市東区体育館[4]
- ツルハドラッグ元町駅前店・北26条店
- マックスバリュ北26条店
- コープさっぽろ元町店
- ザ・ビッグ元町店

## バス路線
2025年（令和7年）4月1日現在。路線詳細は営業所記事を参照。
- 北海道中央バス（札幌東営業所）
  - 東70 元町線 北24条駅行、東営業所行

## その他
- 駅スタンプは元町駅のイニシャルMの中に札幌市こども人形劇場やまびこ座が描かれている[11]。

## 隣の駅
札幌市営地下鉄
 東豊線
新道東駅 (H02) - 元町駅 (H03) - 環状通東駅 (H04)